# Spark (Hiromi Uehara)
| Recensione | Giudizio |
| ---------- | -------- |
| Allmusic   |          |

Spark è il quarto album di Hiromi Trio Project con il bassista Anthony Jackson e il batterista Simon Phillips. L'album ha raggiunto la posizione N. 1 nella classifica Billboard Jazz Albums per la settimana del 23 aprile 2016.

## Tracce
1. Spark (9:04)
2. In A Trance (8:55)
3. Take Me Away (7:26)
4. Wonderland (5:43)
5. Indulgence (8:15)
6. Dilemma (8:51)
7. What Will Be, Will Be (7:43)
8. Wake Up And Dream (8:51)
9. All's Well (7:32)

## Formazione
- Hiromi Uehara - piano, tastiere
- Anthony Jackson - basso
- Simon Phillips - batteria